# Noda Tatsuro
Tatsuro Noda (sinh ngày 25 tháng 11 năm 1986) là một cầu thủ bóng đá người Nhật Bản.

## Sự nghiệp câu lạc bộ
Tatsuro Noda đã từng chơi cho Consadole Sapporo.